# Севастопольська військово-морська база ВМФ Росії
ВМБ Севасто́поль — головна військово-морська база Чорноморського флоту Росії.

## Географічне положення
Військово-морська база «Севастополь» повністю розташована на адміністративній території міста Севастополя. Має кілька причалів, розташованих в трьох бухтах Севастополя — Північній, Південній та Карантинній.

## Історія військово-морської бази
На 9 червня 2010 року — база діюча.

## Кораблі і судна, дислоковані в Севастополі

### Північна бухта
30-а дивізія надводних кораблів
11-а бригада протичовнових кораблів
- ГРКР «Москва». Бортовий номер — 121. Знищений 13 квітня 2022 року
- БПК «Керч». Бортовий номер — 713
- БПК «Очаків». Бортовий номер — 707. 20 вересня 2008 року відведено буксирами від причальної Севморзавода і відправлений на 13-й судноремонтний завод у Севастополі.[1] Готується до утилізації або консервації. Зі складу флоту не виводиться, але небоєздатен.
- СКР «Сметливий». Бортовий номер — 810
- СКР «Ладний». Бортовий номер — 801
- СКР «Допитливий». Бортовий номер — 808

197-а бригада десантних кораблів

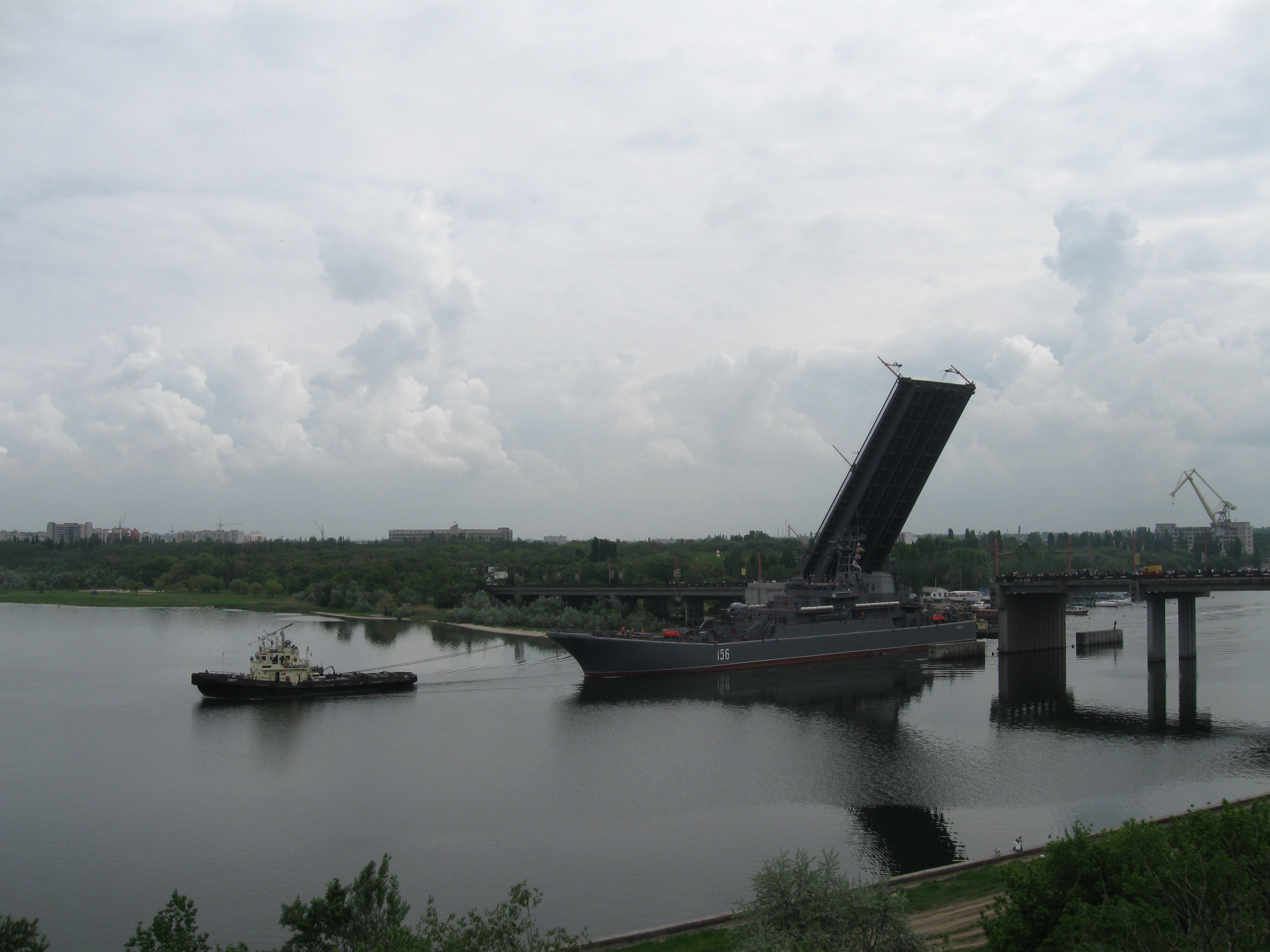
ВДК «Ямал» проходить під Інгульським мостом у Миколаєві.

- ВДК «Микола Фільченков» на ремонті в Севастополі. Бортовий номер — 152
- ВДК «Орськ». Бортовий номер — 1967
- ВДК «Саратов». Бортовий номер — 150
- ВДК «Азов». Бортовий номер — 151
- ВДК «Новочеркаськ». Бортовий номер — 142
- ВДК «Цезар Куніков». Бортовий номер — 158
- ВДК «Ямал». Бортовий номер — 156

247-й окремий дивізіон підводних човнів
- Б-871 «Алроса»
- Б-380 «Святий князь Георгій» на ремонті в Севастополі
- ПЗС-50
- УТС-247
- ТЛ-997 (торпедолов). Бортовий номер — 997
- ТЛ-1539 (торпедолов). На ремонті в Севастополі. Бортовий номер — 1539
- ВМ-122

400-й дивізіон протичовнових кораблів
- МПК «Александровець» на ремонті в Севастополі. Бортовий номер — 1993
- МПК «Суздалець». Бортовий номер — 071
- МПК «Муромець». Бортовий номер — 064
- МПК «Володимирець». Бортовий номер — 060

166-й Новоросійський дивізіон малих ракетних кораблів
- РКВП «Бора». Бортовий номер — 615
- РКВП «Самум». Бортовий номер — 616
- МРК «Штиль». Бортовий номер — 620
- МРК «Міраж». Бортовий номер — 617

### Південна бухта
418-й дивізіон тральщиків
- МТЩ «Ковровец». Бортовий номер- 913
- МТЩ «Іван Голубець». Бортовий номер — 911
- МТЩ «Турбініст». Бортовий номер — 912
- МТЩ «Віце-адмірал Жуков». Бортовий номер — 909

### Карантинна бухта
295-й Сулинський дивізіон РКА
- РКА «Р-60». Бортовий номер — 955
- РКА «Р-239». Бортовий номер — 953
- РКА «Р-109». Бортовий номер — 952
- РКА «Р −71». Бортовий номер — 962
- РКА «Івановець». Бортовий номер — 954
- КВМ-332
- КВМ-702
- БУК-645. Бортовий номер — 645
- ТЛ-857 (торпедолов). Бортовий номер — 857